# Gardenia fusca
Gardenia fusca är en måreväxtart som beskrevs av Geddes. Gardenia fusca ingår i släktet Gardenia och familjen måreväxter. Inga underarter finns listade i Catalogue of Life.